# Португальско-северомакедонские отношения
Португальско-северомакедонские отношения — двусторонние отношения между Северной Македонией и Португалией. Дипломатические отношения между странами установлены в 1994 году.
Отношения считаются беспроблемными, но пока что не очень интенсивными. Страны являются партнерами в ряде многосторонних организаций, таких как Совет Европы или Организация по безопасности и сотрудничеству в Европе. Кроме того, Северная Македония стремится в ЕС, членом которого Португалия является с 1986 года, и НАТО, соучредителем которого Португалия стала в 1949 году. Северная Македония уже имеет статус наблюдателя в НАТО.
В 2018 году в Португалии было зарегистрировано 55 граждан Северной Македонии, из них 21 — в районе Большого Лиссабона. В 2008 году трое португальцев были зарегистрированы в консульстве в Северной Македонии.

## История
До обретения Республикой Македонией независимости от Югославии в 1991 году отношения определялись португальско-югославскими отношениями.
15 ноября 1994 года два государства установили прямые дипломатические отношения. 16 января 1996 года Эйтор Мануэль Престес Майя и Силва, посол Португалии со своей официальной резиденцией в Белграде, посетил Скопье. С тех пор португальский представитель в Сербии и бывшей югославской Республике Македонии получил двойную аккредитацию.

## Дипломатия
Северная Македония не имеет собственного посольства в Португалии, ответственным является представительство Северной Македонии в Париже. Было открыто Почётное консульство Северной Македонии в столице Португалии Лиссабоне.
Португалия также не имеет собственного дипломатического представительства в Северной Македонии, страна входит в административный район посольства Португалии в сербской столице Белград.

## Экономика
Португальская внешнеторговая палата AICEP не имеет представительства в Северной Македонии, за это отвечает офис AICEP в Белграде. В 2015 году в Северной Македонии действовали 54 португальские компании.
В 2015 году Северная Македония импортировала из Португалии товаров на сумму 3,088 миллиона евро («2014»: 1,887 миллиона, «2013»: 1,900 миллиона, «2012»: 1,433 миллиона, «2011»: 1,579 миллиона), из которых 71,1% текстильные изделия, 10,4% бумага и целлюлозная паста, 6,0% машины и устройства, 2,0% пластмассы и резина и 1,3% древесина и пробка.
За тот же период Португалия импортировала товаров из Северной Македонии на сумму 3,534 миллиона евро («2014»: 9,153 миллиона, «2013»: 12,134 миллиона, «2012»: 12,601 миллиона, «2011»: 22,135 млн), из которых 28,7% металлы, 3,7% продукты питания, 2,0% машины и устройства, 0,3% минералы и руды и 0,1% пластмассы и резина.
Это поставило Португалию на 37-е место во внешней торговле Северной Македонии как в качестве покупателя, так и в качестве поставщика. Во внешней торговле Португалии Северная Македония занимает 132-е место как покупатель и 121-е место как поставщик.

## Культура
В Северной Македонии действует португальский культурный институт Instituto Camões.

## Спорт
Мужские сборная Северной Македонии по футболу и сборная Португалии встречались трижды (по состоянию на март 2022 г.), впервые 2 апреля 2003 года в Лозанне, Швейцария. Игра завершилась в пользу Португалии со счетом 1:0. Второй матч состоялся 26 мая 2012 года в Португалии в Лейрии и завершился вничью 0: 0. В третий раз команды встретились 29 марта 2022 года на стыковом матче УЕФА. Матч закончился со счётом 2:0, также в пользу Португалии.
Женская национальная сборная Северной Македонии по футболу и сборная Португалии ещё не встречались. Северные македонцы ещё не участвовали в португальском Кубке Алгарве (по состоянию на июль 2019 года).